# Верх-Суєтка
Верх-Сує́тка (рос. Верх-Суетка) — село, центр Суєтського району Алтайського краю, Росія.

## Населення
Населення — 2224 особи (2010; 2600 у 2002).
Національний склад (станом на 2002 рік):
- росіяни — 88 %